# Девід Макферсон
Девід Макферсон (англ. David McPherson, нар. 28 січня 1964, Пейслі) — шотландський футболіст, захисник. По завершенні ігрової кар'єри — футбольний тренер.
Як гравець насамперед відомий виступами за «Рейнджерс» та «Хартс», а також національну збірну Шотландії.

## Клубна кар'єра
У дорослому футболі дебютував 1980 року виступами за «Рейнджерс», в якому провів сім сезонів, взявши участь у 205 матчах чемпіонату. Більшість часу, проведеного у складі «Рейнджерс», був основним гравцем захисту команди.
Згодом з 1987 по 2000 рік грав у складі команд клубів «Хартс», «Рейнджерс» та «Карлтон».
Завершив професійну ігрову кар'єру в нижчоліговому клубі «Грінок Мортон», за який виступав протягом 2001–2002 років.

## Виступи за збірну
1989 року дебютував в офіційних матчах у складі національної збірної Шотландії. Протягом кар'єри у національній команді, яка тривала 5 років, провів у формі головної команди країни 27 матчів.
У складі збірної був учасником чемпіонату світу 1990 року в Італії та чемпіонату Європи 1992 року у Швеції.

## Кар'єра тренера
Розпочав тренерську кар'єру відразу ж по завершенні кар'єри гравця, 2002 року, очоливши тренерський штаб клубу «Грінок Мортон», але був звільнений вже через 13 ігор. Наразі досвід тренерської роботи обмежується цим клубом.